# Pull for the Shore, Sailor!
Pull for the Shore, Sailor! è un cortometraggio muto del 1911.

## Produzione
Il film fu prodotto dalla Edison Manufacturing Company.

## Distribuzione
Distribuito dalla General Film Company, il film - un cortometraggio in una bobina - uscì nelle sale cinematografiche statunitensi il 1 dicembre 1911.